# Хорологія (хронологія)
Хороло́гія (від лат. hora — «година, час») — сукупність наук про вимірювання часу. У приватному та найбільш вживаному значенні, термін відносять до вивчення механічних пристроїв для вимірювання часу, як в професійному контексті (годинникова справа), так і в аматорському (пов'язані з годинниками хобі, такі як колекціонування антикварних годинників).

## Творці хорології
Жан Бюллан (Jean Bullant), 1515—1578), Франція — «Recueil d'horlogiographie, contenant la description, fabrication et usage des horloges solaires…» (Годинникова колекція, що містить опис, виготовлення та використання сонячних годинників…), 1561.
Мішель Коіґне (Michiel Coignet,1549 -1623), Фландрія — «Instruction nouvelle des poincts plus excellents & necessaires, touchant l'art de naviguer» (Нова інструкція про найкращі та найнеобхідніші пункти, що стосуються мистецтва мореплавства), 1581.
Йоганн Ґабріел Доппелмайр (Johann Gabriel Doppelmayr, 1677—1750), Німеччина — «Neue und grundliche Anweisung, wie nach einer universalen Methode grosse Sonnen-Uhren» (Нова методика зведення сонячних годинників"), 1719.
Джон Гаррісон (1693 – 1776), Велика  Британія — винахідник морського хронометра, 1735.
Абрахам-Луї Бреге (Neuchâte, l1747 – 1823), Франція - Був годинникарем, який запровадив багато інновацій протягом своєї кар'єри в годинниковій індустрії. Він був засновником компанії Breguet, яка зараз є підрозділом розкішних годинників швейцарської групи Swatch, винайшов турбійон.
Фердинанд Берту (Plancemont-sur-Couvet, 1727-1807), Швейцарія -  У 1753 році він став майстром-годинникарем у Парижі. Берту, який обіймав посаду годинникаря-механіка за призначенням короля і військово-морського флоту, залишив по собі надзвичайно широкий доробок, зокрема в галузі морських хронометрів.
Крістіан Гюйгенс ( Гаага, 1629 — 1695), Голандія - Як інженер і винахідник, він удосконалив конструкцію телескопів і винайшов маятниковий годинник, який став проривом у хронометражі і найточнішим хронометристом за майже 300 років.
Жорж Фредерік Роскопф (1813 – 1889 ), Німеччина - Винахідник штифтового спуску
Джордж Грем (народився близько 1674  – 1751), Лондон - видатний англійський годинникар і виробник наукових інструментів

## Галерея книжкових ілюстрацій з хорології

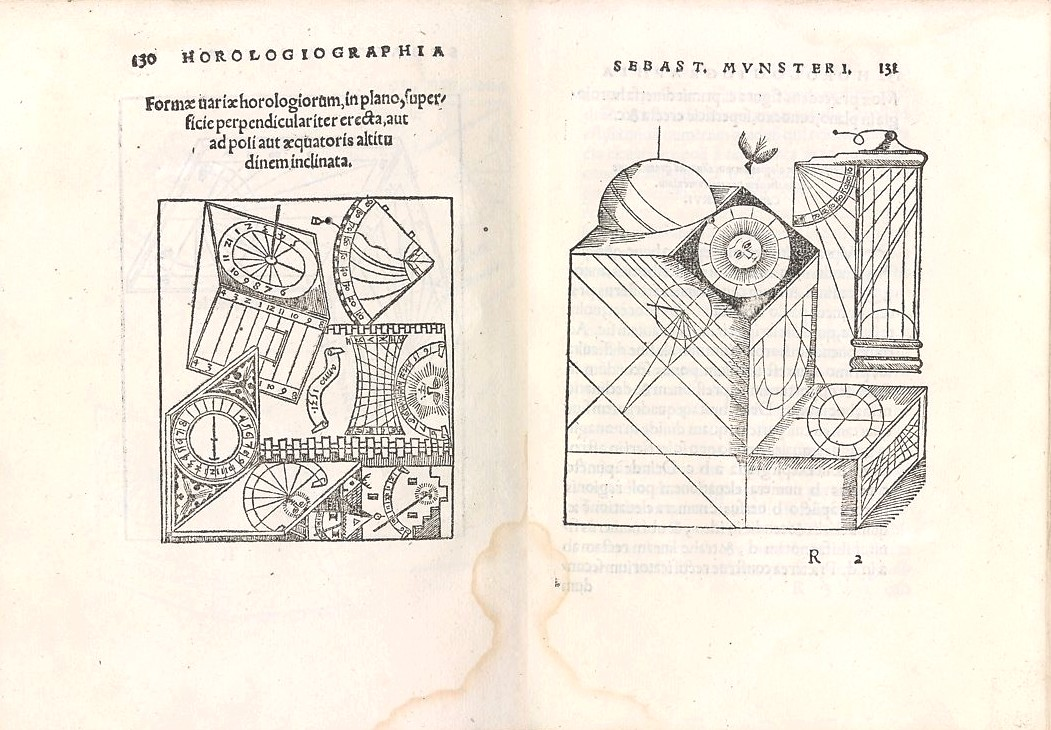
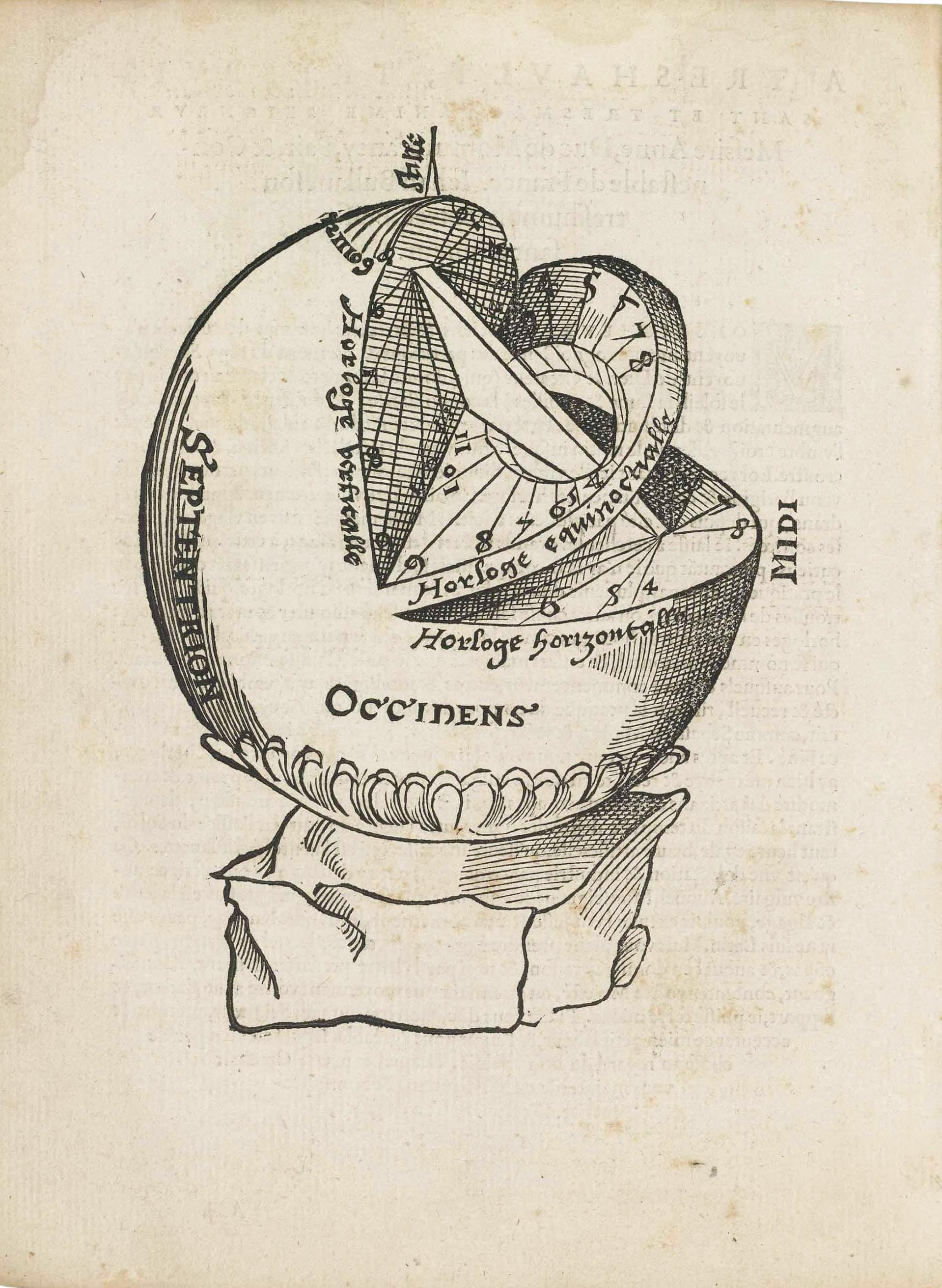
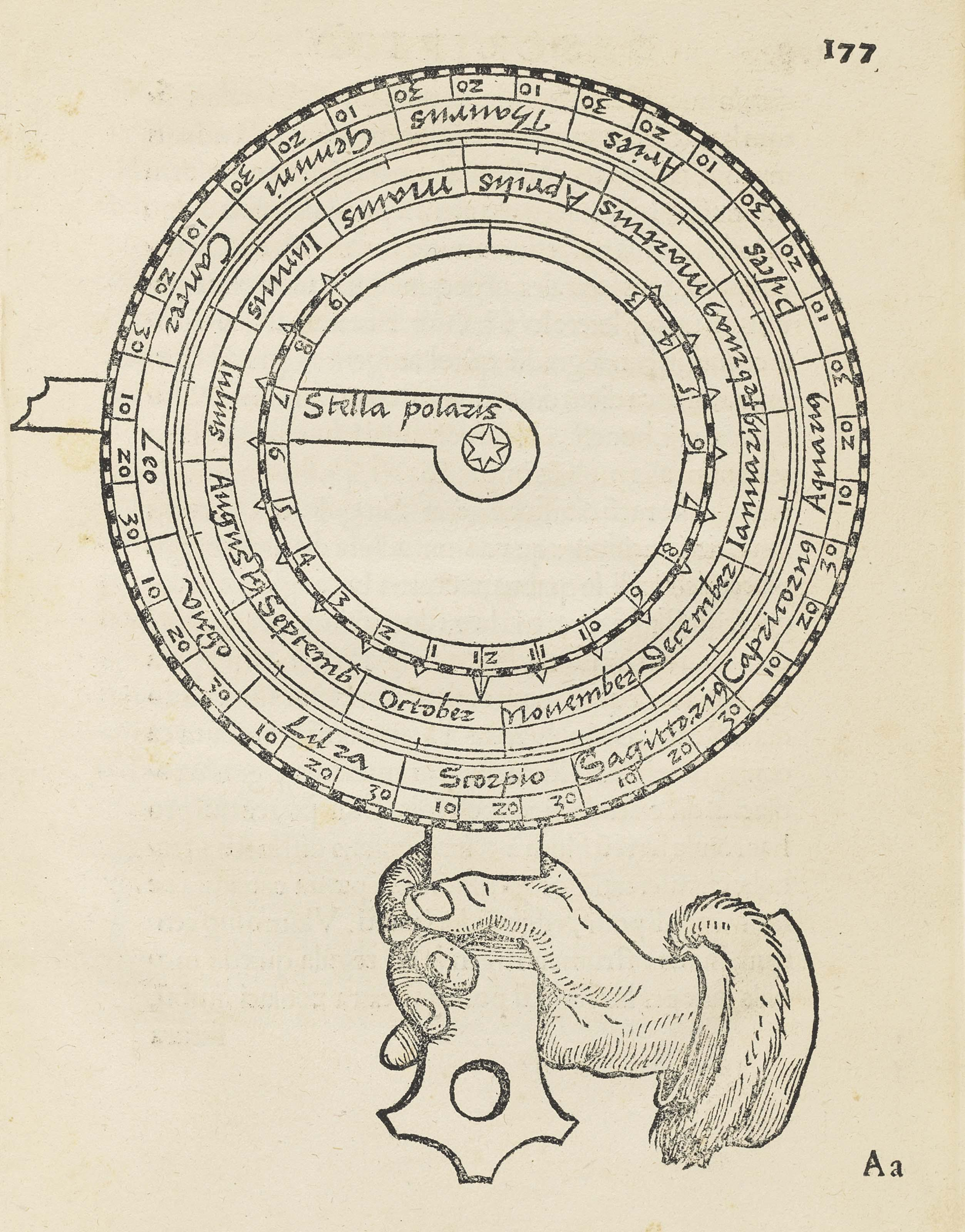
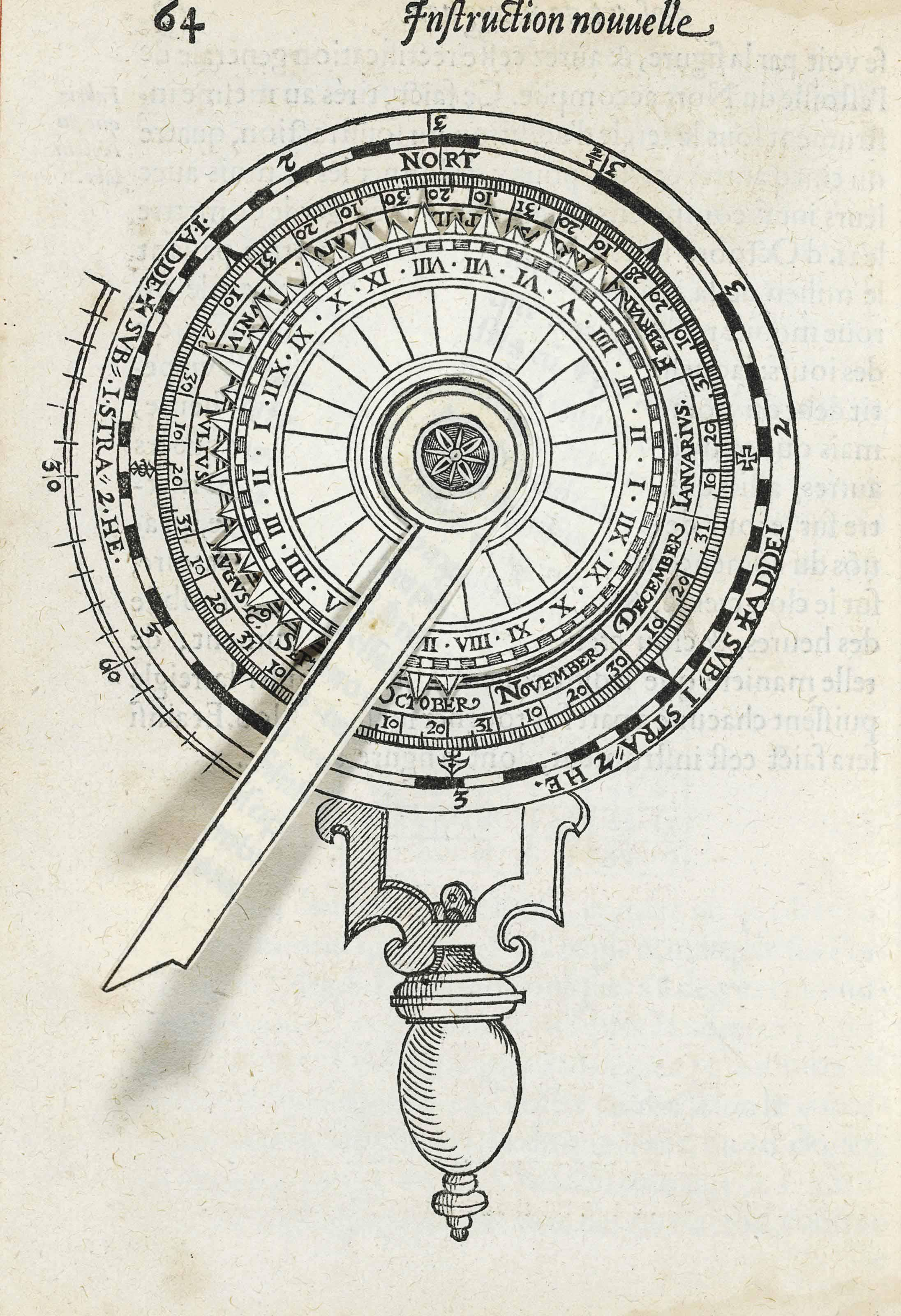
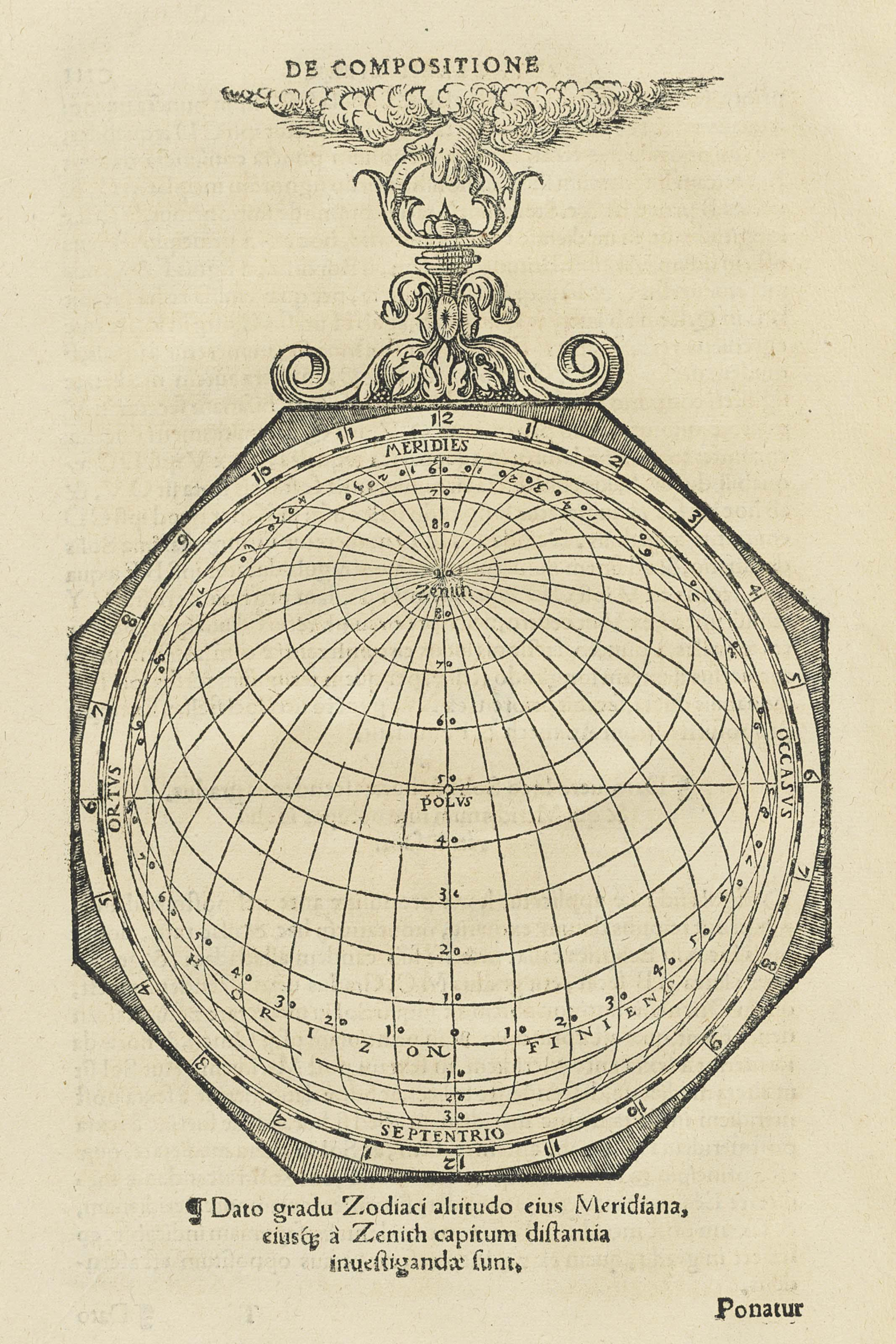
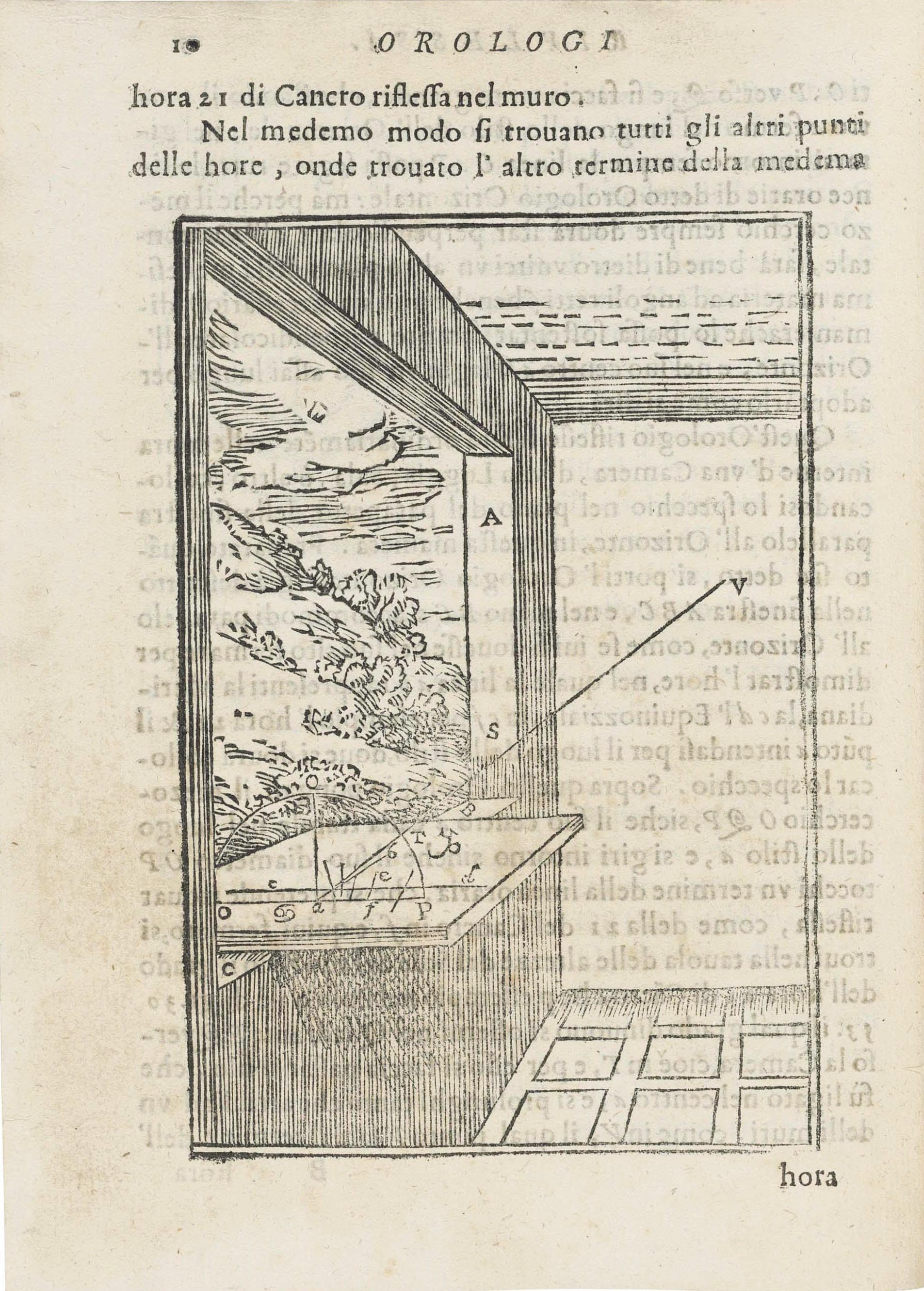